# Happy Succession
Happy Succession（ハッピー・サクセッション）は、宮崎羽衣の7枚目のシングル。2008年8月27日に5pb.から発売された。

## 概要
品番は初回限定盤がFVCG-1038、通常盤がFVCG-1049初回限定盤には「Happy Succession」のPV収録DVDが付いており、PVの撮影は栃木県の某野球場で行われた。
今作のレーベルも前々作「KURENAI」や前作「PHOSPHOR」に続き、従来のランティスではなく5pb.となっている。カップリングの「Time Limit」は作詞者の奥井雅美が自身のアルバム『Self Satisfaction』（2009年）にてセルフカバーしている。

## 収録曲
（ 全作詞:奥井雅美、編曲:MACARONI☆） 
1. Happy Succession [4:41]
作曲:奥井雅美
  - PS2専用ゲームソフト『かのこん えすいー』オープニングテーマ
2. Time Limit [3:37]
作曲:Monta
3. Happy Succession（off vocal）
4. Time Limit（off vocal）

## 収録アルバム
| 曲名             | 収録アルバム | 発売日        |
| ---------------- | ------------ | ------------- |
| Happy Succession | 『UI1』      | 2009年8月26日 |
| Time Limit       | 『UI1』      | 2009年8月26日 |